# Студенческий билет

Студенческий билет студента СПбГУ

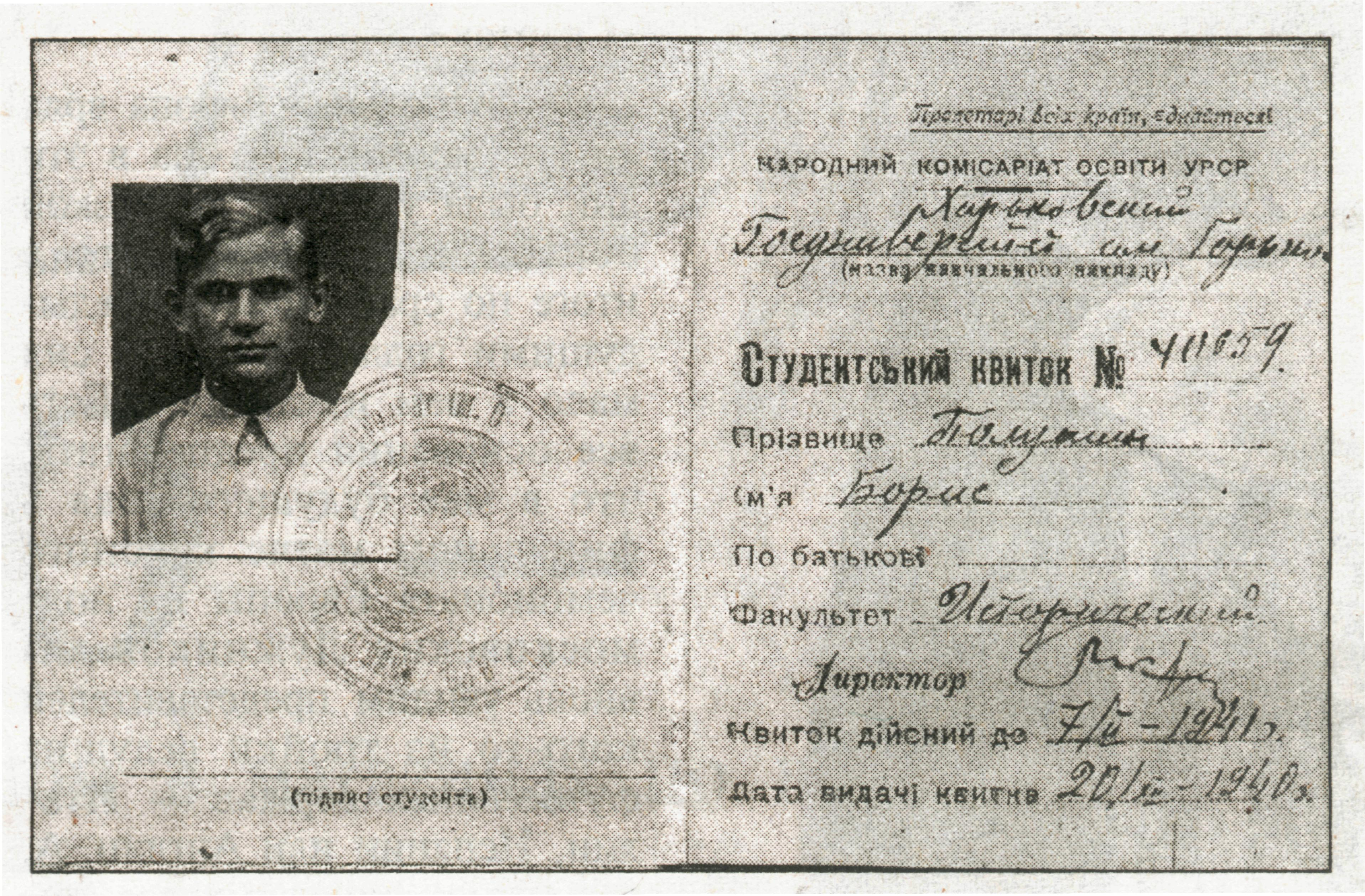
Студбилет 1940 г.

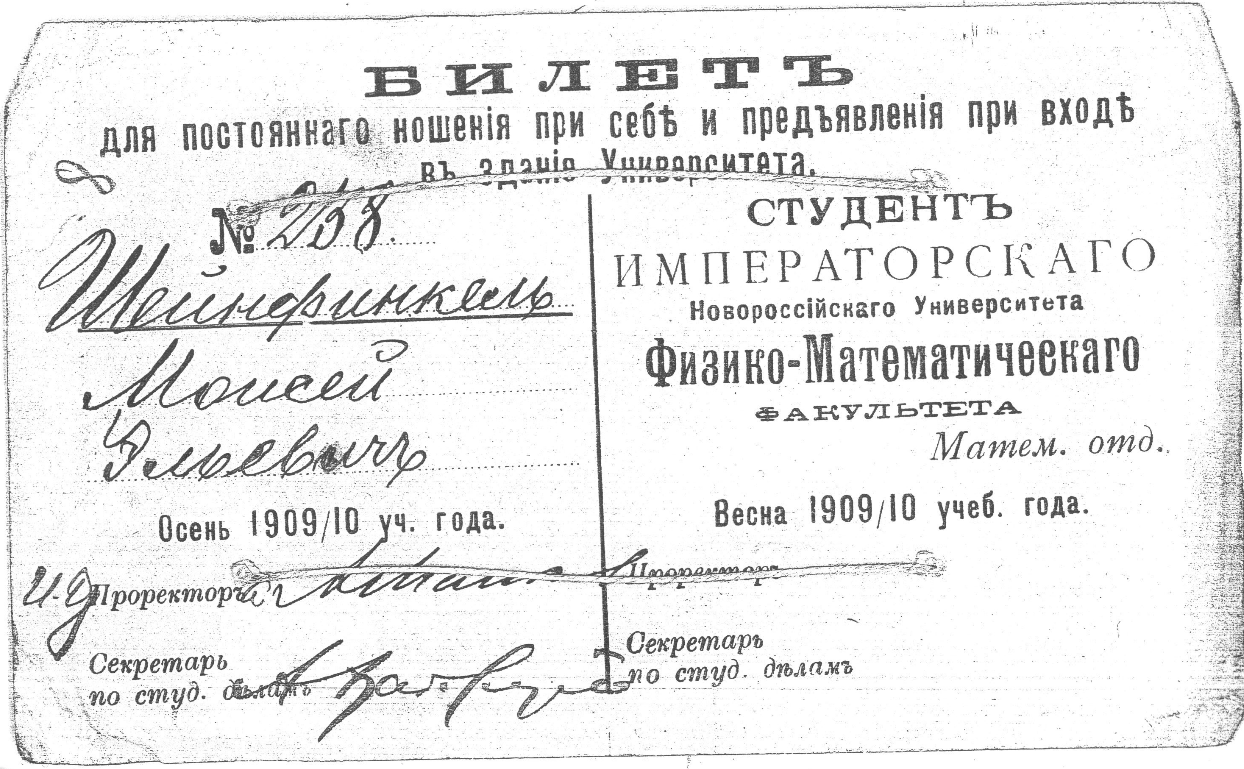
Студенческий билет Моисея Шейнфинкеля 1910 г.

Студенческий билет (студенческий или студбилет, на студенческом жаргоне — «студен», «студняк», «студень», «студа́к» или «студик») — документ, удостоверяющий факт обучения человека в вузе, колледже или техникуме.

## Описание
Студенческий билет представляет собой книжечку, состоящую из твёрдой обложки, на которой, как правило, обозначено название вуза. Внутри обложки наклеена бумага с информацией о владельце и его обучении.
Билет содержит 2 страницы. На первой странице — фотография владельца; название вуза, номер студенческого билета; фамилия, имя, отчество владельца; факультет владельца; форма обучения; дата выдачи студенческого билета; подпись ректора (декана). На второй странице расположена информация о годах обучения владельца. При переходе на следующий курс студент обязан перерегистрировать свой студенческий билет — на второй стороне студенческого проставляется печать и подпись декана (начальника или куратора курса), заверяющая статус учащегося.
Современные студенческие билеты выглядят как пластиковые карты. Содержание информации на каждой стороне пластикового студенческого билета аналогично информации печатного на каждой странице соответственно.

## В Белоруссии, Литве, Украине
Студенческий билет в Литве, на Украине (с 2001 года) представляет собой пластиковую карточку с фамилией, именем и отчеством студента, его ламинированной фотографией, названием вуза, формы обучения и специальным штрихкодом. Студенческий билет, заверенный деканатом, даёт право на 50%-ную скидку при приобретении проездных документов на любой вид транспорта (кроме такси и маршрутных такси) на время учебного года (с 31 августа по 30 июня).
В Белоруссии студенческие билеты, выдаваемые вузами с 1 сентября 2011 года, представляют собой пластиковую бесконтактную смарт-карту, которая наряду с визуально читаемой информацией о вузе и владельце карты имеет встроенный чип-модуль. Чип-модуль содержит идентичную информацию о вузе, владельце документа в электронном виде. Исполнение в виде бесконтактной смарт-карты (БСК) упрощает использование студенческого билета в различных информационных системах вуза, где требуется авторизация (библиотека, компьютерный класс, инфокиоски, столовые, и прочие).

## История в России
Впервые появился как «входной» билет в Императорский московский университет (1861) вследствие желания правительства поставить под контроль вход молодёжи в помещения университета и ограничить возможности проведения студенческих сходок. Билет выдавался университетской инспекцией на семестр и затем продлевался на следующий срок. Для его получения студент должен был предъявить вид на жительство, выдававшийся местным полицейским участком и дававший право на проживание в Москве сроком на год (позже — на полгода). При получении студенческого билета, его обладатель вписывал в специальную книгу адрес своего проживания, причём указание неверных сведений могло грозить студенту исключением из университета.
Другой тип «входных» билетов в Московский университет существовал для посетителей публичных лекций и вольнослушателей. Эти билеты были разовыми и платными.